# Hylaeus pallidicornis
Hylaeus pallidicornis är en biart som beskrevs av Morawitz 1876. Hylaeus pallidicornis ingår i släktet citronbin, och familjen korttungebin. Inga underarter finns listade i Catalogue of Life.